# Giulia Florio
Giulia Florio d'Ondes, principessa di Trabia, coniugata Lanza Branciforte (Palermo, 28 giugno 1870 – Palermo, 23 dicembre 1947), è stata una nobildonna e filantropa italiana.

## Biografia
Nacque a Palermo il 28 giugno 1870 da Ignazio (1838-1891), imprenditore, e dalla di lui consorte la nobildonna Giovanna d'Ondes Trigona dei Conti di Gallitano (1848-1917), di cui era la seconda di quattro figli.
Il padre, desideroso di legare tutti i suoi figli all'aristocrazia palermitana attraverso i matrimoni, per il quale rappresentavano una manovra d'investimento finanziario, la promise in sposa a soli tredici anni a Pietro Lanza Branciforte Galeotti, XI principe di Trabia. Nel contratto matrimoniale, le fu assegnata dal padre una consistente dote di 4 milioni di lire. Il matrimonio con il Principe di Trabia ebbe luogo nel 1885, e da questa unione nacquero cinque figli. Con il marito visse dapprima a Palazzo Butera, e poi a Villa Trabia alle Terre Rosse, che con lei divenne uno dei più grandi giardini della città.  Il matrimonio con il Principe di Trabia le permise di diventare Dama di Palazzo della Regina d'Italia. Tra le figure di spicco della Belle Époque panormita, a Palazzo Butera organizzò numerosi ricevimenti, come quelli in onore dei Reali d'Italia (1902) e dell'imperatore Guglielmo II di Germania (1904). Alla morte del padre Ignazio nel 1891, la sua dote crebbe di un altro milione e mezzo di lire. Giulia amministrò in prima persona l'immenso patrimonio terriero del marito, e nel 1939 venne insignita della Medaglia come miglior agricoltore di Sicilia.
Dotata di grande valore e generosità, è ricordata per le molteplici iniziative in favore dei più deboli, dai ciechi agli orfani, e per avere finanziato strutture private, pubbliche e istituzioni religiose nell'ambito di una vasta rete di enti benefici. Questo impegno crebbe ulteriormente dopo la morte dei figli, Ignazio e Manfredi, entrambi scomparsi nel corso del primo conflitto mondiale. I cronisti dell'epoca riportano come, in seguito a questo evento traumatico, Donna Giulia Florio divenne un punto di riferimento nella rete di supporto logistico locale, necessario per gestire la degenza e la cura dei militari rientrati in Sicilia durante e dopo le due guerre mondiali.
Nel 1927, morì celibe anche il primogenito Giuseppe, che aveva lasciato due figli naturali, Raimondo  (1915-1954) e Galvano (1918-1985), avuti dalla relazione clandestina con la nobildonna veneta Maria Maddalena Papadopoli Aldobrandini (1883-1965), figlia del Conte Niccolò e moglie del principe Ludovico Spada Veralli Potenziani. Questa relazione del figlio con una donna sposata era fortemente condannata da Donna Giulia, ma dopo il decesso di questi, per assicurare continuità alla dinastia, decise di prendersi cura dei due figli di lui, in particolare di Raimondo che allevò a Palazzo Butera. Grazie ad un Regio Decreto emanato nel 1942, che equiparava i figli naturali e i figli legittimi in materia di successione, riuscì ad ottenere la legittimazione dei due nipoti che assunsero così il cognome Lanza Branciforte.
Morì a Palermo il 23 dicembre 1947 all'età di 77 anni.

### Matrimoni e discendenza
Dall'unione con il Principe Pietro Lanza Branciforte Galeotti, Giulia Florio d'Ondes, principessa di Trabia, ebbe cinque figli:
- Giuseppe (1889-1927), che fu diplomatico e deputato;
- Ignazio (1890-1917), tenente nel 9º Reggimento "Lancieri di Firenze", chiese poi di passare in aviazione e morì in combattimento aereo; meritò ben tre Medaglie d'argento al Valore Militare;
- Blasco (1891-1893);
- Manfredi (1894-1918), tenente del Reggimento "Piemonte Reale", ferito una prima volta nel 1915, meritando la Medaglia d'argento al valor militare, fu nominato addetto militare al Comitato interalleato permanente di Versailles; quando volle tornare al fronte, morì in azione;
- Sofia (1896-1984), confermata principessa di Leonforte con Decreto Ministeriale del 20 novembre 1927, sposata con Giangiacomo Borghese, nobile dei Principi Borghese;

## Controversie
Nel 1945, a Villalba, in provincia di Caltanissetta, un gruppo di contadini organizzati nella cooperativa La Libertà, rivendicarono l'assegnazione delle terre incolte di proprietà della Principessa di Trabia. Per impedire l'esproprio, Donna Giulia Florio nominò il boss Calogero Vizzini come custode dell'ex feudo Micciché, e la pratica fu insabbiata dall'onorevole Salvatore Aldisio, all'epoca dei fatti Alto commissariato per la Sicilia. Lo stesso avvenne anche con l'ex feudo Polizzello a Mussomeli, gestito fino al 1947 dalla società La Pastorizia, del boss locale Giuseppe Genco Russo, e che lo ebbe in gestione anche dopo la riforma agraria del 1950, attraverso la cooperativa Opera Nazionale Combattenti.